# Hoplomaladera shibatai
Hoplomaladera shibatai är en skalbaggsart som beskrevs av Shuhei Nomura 1974. Hoplomaladera shibatai ingår i släktet Hoplomaladera och familjen Melolonthidae. Inga underarter finns listade i Catalogue of Life.